# Ici TOU.TV
ICI TOU.TV é um site de vídeo sob demanda franco-canadense, lançado em 26 de janeiro de 2010 pela Canadian Broadcasting Corporation.

## História
No lançamento, o site ofereceu 2000 horas de conteúdo de televisão em língua francesa, próximo a alta definição em qualidade, fornecido por vários canais de TV, como Ici Radio-Canadá Télé, RDI, ARTV, Télé-Québec, TV5MONDE, TV5 Québec Canada, TFO, Radio Canada International, RTS (Suíça) e RTBF (Bélgica).
Em fevereiro de 2014, o site foi renomeado como Ici TOU.TV como parte de um plano para unificar os estabelecimentos de língua francesa da CBC em torno de uma única marca.
Em maio de 2018, foi anunciado que a Bell Media, a National Film Board of Canada, TV5 Québec Canada e V Media Group contribuiriam com conteúdo para o prêmio da TOU.TV  Extra , como parte de um esforço para competir melhor com a Netflix sobre a disponibilidade de conteúdo em Quebec e em francês.